# Escut de Portell de Morella
L'escut oficial de Portell de Morella té el següent blasonament:
| « | Escut quadrilong de punta redona. En camp d'atzur, un castell d'argent, maçonat i aclarit de sable, del qual sobreïxen a la base dues branques de llorer del seu color. Per timbre, una corona reial oberta. | » |

## Història
Resolució del 21 d'octubre de 2002, del conseller de Justícia i Administracions Públiques. Publicat en el DOGV núm. 4.379, del 15 de novembre de 2002.
Es tracta de l'escut tradicional de la vila, si més no des de la segona meitat del segle xix. El castell representat al·ludeix a l'antiga fortalesa i a la vila fortificada, que va pertànyer a la ciutat de Morella fins al 1691.